# Wohnraumzweckentfremdung
Von Wohnraumzweckentfremdung, oft kurz einfach „Zweckentfremdung“, wird gesprochen wenn Teile von Gebäuden im Privateigentum, die eigentlich als Wohnraum dienen könnten und auch schon gedient haben, anderen Zwecken (z. B. gewerblicher Nutzung) zugeführt werden oder absichtlich ungenutzt bleiben. Besonders in Gemeinden mit angespannter Wohnraumversorgung liegt die Verhinderung von Wohnraumzweckentfremdung im öffentlichen Interesse, das mit dem Verfügungsrecht der Eigentümer in Konflikt stehen kann.
In Deutschland können die Gemeinden dort, wo die Bundesländer die Möglichkeit dazu geschaffen haben, die Wohnraumzweckentfremdung über eine Satzung (Zweckentfremdungssatzung) untersagen und mit Geldbuße belegen, wenn die Sicherstellung der Versorgung von Haushalten mit Wohnraum dies erfordert. Die Satzungen gelten für Teile oder das gesamte Gemeindegebiet und sind üblicherweise auf frei finanzierte Wohnungen beschränkt.
Besondere Bedeutung hat das Thema durch die verbreitete Nutzung von Ferienwohnungsportalen wie airbnb seit etwa 2010 in vielen Städten erhalten. Neben privaten Wohnungsnutzern, die ihre selbst genutzten Wohnungen kurzfristig untervermieten oder tauschen, treten dort vermehrt auch professionelle gewerbliche Vermieter auf. Die kurzfristige Vermietung von Wohnraum an Touristen ist häufig lukrativer als die langfristige Vermietung als Wohnung, was zur Verdrängung von Wohnnutzung insbesondere in touristischen Regionen führen kann.
Die Stadt München definiert Wohnraumzweckentfremdung beispielsweise als Zustand, in dem Räume, die „objektiv geeignet und subjektiv bestimmt“ sind als Wohnraum zu dienen, anderen als Wohnzwecken zugeführt werden. Dazu zählen in München auch Werks- und Dienstwohnungen sowie Wohnheime. „Objektiv geeignet sind Räume, wenn sie (alleine oder zusammen mit anderen Räumen) die Führung eines selbständigen Haushalts ermöglichen“. Subjektiv zum Wohnen bestimmt sind sie, wenn der Eigentümer (Verfügungsberechtigte) sie zuvor bereits zu Wohnzwecken selbst genutzt oder vermietet hat. Die Satzung verbietet die Umnutzung von Wohnraum in Gewerberaum, den Abriss, absichtlichen Leerstand, sowie die Vermietung für Fremdenbeherbergung für mehr als 8 Wochen im Jahr. Es gibt Ausnahmen für unzumutbaren Wohnraum und Fälle, in denen unverschuldet keine Mieter gefunden werden können. Die Regelung gilt zudem nicht für objektiv geeignete Räume, die vor dem 1. Januar 1972, dem erstmaligen Erlass der Satzung, bereits nicht als Wohnraum genutzt wurden.